# Siêu bất ngờ
Siêu bất ngờ là một trò chơi truyền hình nhằm mục đích tìm kiếm và tôn vinh những tài năng đặc biệt trong các lĩnh vực khác nhau, do Đài Truyền hình Thành phố Hồ Chí Minh và Công ty Đông Tây Promotion phối hợp sản xuất, có bản quyền từ chương trình Turn Back của Nhật Bản. Chương trình lên sóng lần đầu vào ngày 05 tháng 07 năm 2016 trên HTV7. Trường Giang và Hari Won là 2 MC chính của chương trình này.

## Thể thức
Đây là chương trình thử tài phán đoán của các người chơi (là những người nổi tiếng không giới hạn độ tuổi ở tất cả các lĩnh vực ca hát, thời trang, khiêu vũ và điện ảnh). Mỗi tập sẽ có 5 người đến tham gia và họ sẽ cùng nhau đưa ra những phán đoán và lập luận về các tài năng được chương trình tuyển chọn.

## Luật chơi

### Mùa 1 - Mùa 3
Có tất cả 4 vòng thi. Ở mỗi vòng, sẽ có một tài năng xuất hiện. 5 người chơi sẽ quay lưng lại với sân khấu, lắng nghe tài năng giới thiệu và sau đó đặt câu hỏi. Người chơi được quyền hỏi bất cứ câu hỏi nào họ muốn và được quyền hỏi bất kì ai trong trường quay. Sau khi lắng nghe và hỏi xong, 5 người chơi đứng dậy và sau đó, 5 chàng trai lực lưỡng sẽ đứng sau lưng họ. Người chơi có 5 giây để suy nghĩ và phán đoán xem là liệu tài năng mình vừa trò chuyên là thật hay giả. Nếu sau 5 giây, người chơi nghĩ đó là tài năng thật, thì quay lại với sân khấu còn nếu nghĩ đó là tài năng giả thì không quay lại.

### Mùa 4
Có tất cả 6 vòng thi.
3 vòng đầu: luật chơi giống với 3 mùa trước. Tức là ở mỗi vòng, sẽ có một tài năng xuất hiện. 5 người chơi sẽ quay lưng lại với sân khấu, lắng nghe tài năng giới thiệu và sau đó đặt câu hỏi. Người chơi được quyền hỏi bất cứ câu hỏi nào họ muốn và được quyền hỏi bất kì ai trong trường quay. Sau khi lắng nghe và hỏi xong, 5 người chơi đứng dậy và sau đó, 5 chàng trai lực lưỡng sẽ đứng sau lưng họ. Người chơi có 5 giây để suy nghĩ và phán đoán xem là liệu tài năng mình vừa trò chuyện là thật hay giả. Nếu sau 5 giây, người chơi nghĩ đó là tài năng thật thì quay lại với sân khấu, còn nếu nghĩ đó là tài năng giả thì không quay lại.
Vòng 4 - Phía sau mặt nạ: 5 người chơi sẽ trực tiếp đối mặt với tài năng của chương trình và dĩ nhiên, tài năng phải đeo mặt nạ. Tài năng sẽ giới thiệu và sau đó, mỗi một người chơi chỉ được phép hỏi 1 câu duy nhất dành cho tài năng. Sau đó, người chơi sẽ quay lại vào bên trong và đứng lên. 5 chàng trai lực lưỡng sẽ đứng sau lưng họ và người chơi có 5 giây để đoán xem liệu tài năng đó là thật hay giả. Nếu nghĩ là thật thì quay lại còn nếu không thì không quay lại.
Vòng 5 - Vòng đối đầu: sẽ có 2 tài năng cùng xuất hiện một lúc và các người chơi phải tìm ra ai là người thật trong 2 tài năng đó. Sau khi hỏi và lắng nghe, thì 5 người chơi sẽ đứng dậy và sau đó đối mặt với 5 chàng trai lực lưỡng. Trong vòng 3 giây, người chơi phải nhanh chóng tìm ra tài năng thật bằng cách đưa con số tương ứng với người thật.
Vòng 6 - Vòng đặc biệt: sẽ có một lúc 4 tài năng xuất hiện và các người chơi phải tìm ra người khác biệt nhất trong nhóm người đó (tức là tìm người thật trong nhóm giả hoặc tìm người giả trong nhóm thật). Sau khi phần hỏi và lắng nghe tài năng, 5 người chơi sẽ tiếp tục phải đối mặt với 5 chàng trai lực lưỡng và sau đó, trong 3 giây phải giơ con số tương ứng của người khác biệt đó.

### Mùa 5
Có tất cả 5 vòng thi.
3 vòng đầu: luật chơi giống với 4 mùa trước. Tức là ở mỗi vòng, sẽ có một tài năng xuất hiện. 5 người chơi sẽ quay lưng lại với sân khấu, lắng nghe tài năng giới thiệu và sau đó đặt câu hỏi. Người chơi được quyền hỏi bất cứ câu hỏi nào họ muốn và được quyền hỏi bất kì ai trong trường quay. Sau khi lắng nghe và hỏi xong, 5 người chơi đứng dậy và sau đó, 5 chàng trai lực lưỡng sẽ đứng sau lưng họ. Người chơi có 5 giây để suy nghĩ và phán đoán xem là liệu tài năng mình vừa trò chuyện là thật hay giả. Nếu sau 5 giây, người chơi nghĩ đó là tài năng thật thì quay lại với sân khấu, còn nếu nghĩ đó là tài năng giả thì không quay lại.
Vòng 4 - Vòng đối đầu: sẽ có 2 tài năng cùng xuất hiện một lúc và các người chơi phải tìm ra ai là người thật và ai là người giả trong 2 tài năng đó. Sau khi hỏi và lắng nghe, thì 5 người chơi sẽ đứng dậy và sau đó đối mặt với 5 chàng trai lực lưỡng. Trong vòng 3 giây, người chơi phải nhanh chóng tìm ra tài năng thật hoặc tài năng giả bằng cách đưa con số tương ứng với người thật hoặc người giả.
Vòng 5 - Vòng đặc biệt: sẽ có một lúc 4 tài năng xuất hiện và các người chơi phải tìm ra người khác biệt nhất trong nhóm người đó (tức là tìm người thật trong nhóm giả hoặc tìm người giả trong nhóm thật). Sau khi phần hỏi và lắng nghe tài năng, 5 người chơi sẽ tiếp tục phải đối mặt với 5 chàng trai lực lưỡng và sau đó, trong 3 giây phải giơ con số tương ứng của người khác biệt đó.
Ở mỗi tập phát sóng, 5 người chơi sẽ được rút thăm 5 thẻ quyền năng, 1 trong 5 thẻ đó có quyền hoán đổi. Chiếc thẻ này sẽ chỉ có hiệu lực trong 4 vòng đầu tiên và chỉ được dùng 1 lần. Trong 3 vòng đầu, nếu như 1 người chơi sử dụng thẻ có quyền hoán đổi mà thấy người mà mình quay lại với sân khấu là người giả thì được chỉ định 1 trong 4 người còn lại sẽ phải quay ra ngoài, ngược lại nếu người mà mình không quay lại là người thật thì được chỉ định 1 trong 4 người còn lại sẽ phải quay vào trong, bất kể lựa chọn của họ là gì. Ở vòng 4, người cầm thẻ có quyền hoán đổi con số mà mình lựa chọn cho 1 trong những người đưa ra con số khác với mình. Quyền này sẽ không được sử dụng trong trường hợp cả 5 người chơi đều quay lại với sân khấu, cả 5 người đó đều không quay lại (ở 3 vòng đầu) hoặc cả 5 người đưa ra cùng một con số (ở vòng 4).

## Phần thưởng - Chế tài xử phạt

### Mùa 1 - Mùa 3
Nếu quay lại và tìm đúng tài năng thật ở mỗi vòng, số tiền 5.000.000 đồng sẽ chia đều cho những người quay lại. Nếu quay lại nhưng đó là tài năng giả, những người không quay lại sẽ được chia đều số tiền 5.000.000 đồng, còn những người quay lại bị phạt. Chế tài xử phạt cho những người quay lại nhưng tài năng là giả là bị chàng trai lực lưỡng đập bột lên đầu. Chỉ những người quay lại mới được biết diễn biến ở trên sân khấu, còn những người không quay lại thì không được biết.

### Mùa 4
Từ vòng 1 đến vòng 5, số tiền 5.000.000 đồng sẽ chia đều cho những người đoán đúng. Nếu đó là tài năng giả, những người quay lại (hoặc chọn sai tài năng thật ở vòng 5) bị các chàng trai lực lưỡng đập bột. Riêng ở vòng 6, người chơi được quyền đặt cược 50% số tiền mình có bằng cách cầm "thiên thần hộ mệnh" (hình MC trên nền xanh dương với đôi cánh, có logo chương trình trên nền tráng và tay cầm) (Nếu không có tiền thưởng sau 5 vòng thì không có quyền này). Nếu tìm được đúng người khác biệt, những người đúng sẽ được số tiền 10.000.000 đồng chia đều cùng với 50% số tiền đặt cược cộng lại, nếu đặt cược. Nếu đoán sai sẽ bị đập bột, đồng thời những người đặt cược sẽ bị trừ 50% số tiền trong tài khoản. Chỉ những người quay lại hoặc chọn đúng ở vòng 5, 6 mới được biết diễn biến ở trên sân khấu.
Nếu chỉ 1 người chọn khác với những người còn lại và sai (vòng 6: khi đó là người duy nhất chọn sai), người đó sẽ bị cả 5 chàng trai lực lưỡng đập bột.

### Mùa 5
Từ vòng 1 đến vòng 4, số tiền 5.000.000 đồng sẽ chia đều cho những người đoán đúng. Nếu đó là tài năng giả, những người quay lại (hoặc chọn sai tài năng thật ở vòng 4) bị các chàng trai lực lưỡng đập bột. Riêng ở vòng 5, người chơi được quyền đặt cược 50% số tiền mình có bằng cách cầm "thiên thần hộ mệnh" (hình MC trên nền xanh dương với đôi cánh, có logo chương trình trên nền tráng và tay cầm) (Nếu không có tiền thưởng sau 4 vòng thì không có quyền này). Nếu tìm được đúng người khác biệt, những người đúng sẽ được số tiền 15.000.000 đồng chia đều cùng với 50% số tiền đặt cược cộng lại, nếu đặt cược. Nếu đoán sai sẽ bị đập bột (bằng dụng cụ đập bột tương ứng với chàng trai lực lưỡng mà người chơi lựa chọn trước đó), đồng thời những người đặt cược sẽ bị trừ 50% số tiền trong tài khoản. Chỉ những người quay lại hoặc chọn đúng ở vòng 4, 5 mới được biết diễn biến ở trên sân khấu.
Nếu chỉ 1 người chọn khác với những người còn lại và sai (vòng 5: khi đó là người duy nhất chọn sai), người đó sẽ bị cả 5 chàng trai lực lưỡng đập bột.

## Các đợt phát sóng

### Mùa 1 (2016)
| Tập | Ngày chiếu | Khách mời                                                                     |
| --- | ---------- | ----------------------------------------------------------------------------- |
| 1   | 05/07/2016 | Anh Đức, La Thành, Hoàng Phi, Kim Anh, Lilly Luta                             |
| 2   | 12/07/2016 | Diệu Nhi, Hải Triều, Puka, Thuận Nguyễn, Anh Tú                               |
| 3   | 19/07/2016 | Will, Quỳnh Anh Shyn, Cường Seven, Yumi Dương, Trương Kỳ Nam                  |
| 4   | 26/07/2016 | Duy Khánh, Hương Giang, Diễm My 9X, Hải Yến, Bửu Đa                           |
| 5   | 02/08/2016 | Quách Ngọc Tuyên, Hoàng Mèo, Lâm Vỹ Dạ, Thanh Tân, Vinh Râu                   |
| 6   | 09/08/2016 | Lou Hoàng, Only C, MiA, Minh Xù, Băng Di                                      |
| 7   | 16/08/2016 | Hoàng Hải, Thư Đình, Vũ Ngọc Ánh, Thành Tâm, Trần Quý                         |
| 8   | 23/08/2016 | Quang Đăng, Phương Trinh Jolie, Kha Ly, Thanh Duy, Kim Tử Long                |
| 9   | 30/08/2016 | Châu Minh Chí, Ngọc Trai, Lam Anh, Đông Dương, Hoàng Mập                      |
| 10  | 06/09/2016 | Nam Cường, Tấn Bo, Huỳnh Trí Thông, Kiều Linh, Võ Minh Lâm                    |
| 11  | 13/09/2016 | Thúc Lĩnh Lincoln, Thái Trinh, Loki Bảo Long, Phạm Hồng Phước, Châu Đăng Khoa |
| 12  | 20/09/2016 | Bảo Thy, Hồ Vĩnh Khoa, Liêu Hà Trinh, Don Nguyễn, Trịnh Tú Trung              |
| 13  | 27/09/2016 | Chí Thiện, Hòa Minzy, Võ Hạ Trâm, Mai Thanh Hà, Quốc Bảo                      |
| 14  | 04/10/2016 | Đức Long, Thúy Ngân, Dương Cường, Ngô Phương Anh, Trúc Nguyễn                 |
| 15  | 11/10/2016 | Quang Bảo, Sỹ Thanh, Nam Hee, Quang Đại, Bạch Công Khanh                      |
| 16  | 18/10/2016 | Nam Thư, Huỳnh Lập, Quốc Khánh, Anh Tú, Tuấn Dũng                             |
| 17  | 25/10/2016 | Big Daddy, Kay Trần, Gia Bảo, Thu Hiền, BB Trần                               |
| 18  | 01/11/2016 | Long Nhật, Vương Bảo Tuấn, Vũ Hà, Lê Lộc, Mai Ka                              |
| 19  | 08/11/2016 | Yaya Trương Nhi, Dương Mạc Anh Quân, Addy Trần, Gin Tuấn Kiệt, Tiến Lộc       |
| 20  | 15/11/2016 | Phi Long, Emmy Nguyễn, Trương Nam Thành, Hiền Mai, Quang Hòa                  |
| 21  | 22/11/2016 | Hữu Quốc, Lâm Vinh Hải, Mai Ngô, Trần Hoàng Yến, Trọng Nhân                   |
| 22  | 29/11/2016 | Lê Giang, Hà Linh, Bích Trâm, Sơn Ngọc Minh, Huỳnh Mến                        |
| 23  | 06/12/2016 | Đặng Thu Thảo, Phan Thị Mơ, Chi Dân, Hải Dương, Khánh Phương                  |
| 24  | 13/12/2016 | Hồ Thái Huy, Hiền Trang, Lan Phương, Thanh Ngọc, Thiên Vương                  |
| 25  | 20/12/2016 | Khổng Tú Quỳnh, Thụy Khanh, Trương Mỹ Nhân, Trần Quang Thái, Yến Chi          |
| 26  | 27/12/2016 | Tôn Kinh Lâm, Việt My, Nukan Trần Tùng Anh, Tiêu Châu Như Quỳnh, Ngọc Khanh   |

### Mùa 2 (2017)
| Tập | Ngày chiếu | Khách mời                                                         |
| --- | ---------- | ----------------------------------------------------------------- |
| 1   | 03/01/2017 | Mai Hồ, Lê Bê La, Trà Ngọc Hằng, Vinh Trần, Minh Anh              |
| 2   | 10/01/2017 | Key, Nicky, Erik, Tronie Ngô, Mastro                              |
| 3   | 17/01/2017 | Nhật Kim Anh, Tiết Cương, My Trần, Bảo Trí, Kim Tuyết             |
| 4   | 24/01/2017 | Văn Anh, Tú Vi, Đại Ngọc Trâm, Thanh Trúc, Anh Tài                |
| 5   | 31/01/2017 | Tuấn Halo, Châu Minh Chí, Kim Nguyên, Bùi Caroon, Phạm Việt Thắng |
| 6   | 07/02/2017 | Lý Bình, Quỳnh Hồ, Lê Hạ Anh, Trần Huy Anh, Thùy Trang            |
| 7   | 14/02/2017 | Will, Đặng Việt Thái, Kim Yến, Ngọc Phước, Thanh Hương            |
| 8   | 21/02/2017 | Ái Phương, Phan Ngọc Luân, Miko Lan Trinh, Hải Yến, Lê Xuân Nghi  |
| 9   | 28/02/2017 | Tường Vi, Sam, Thanh Vy, Bảo Trân, Hà Phương Thu                  |
| 10  | 07/03/2017 | MLee, Thúc Lĩnh Lincoln, Minh Trung, Tiến Vũ, Hoàng Y Nhung       |
| 11  | 14/03/2017 | S.T Sơn Thạch, Hamlet Trương, Iris Cao, Antoni Nguyễn, Thiên Nga  |
| 12  | 21/03/2017 | Trà Ngọc, Lê Trang, Đình Phước, Jessi Phan, Tống Hạo Nhiên        |
| 13  | 28/03/2017 | Bạch Long, Hoàng Trinh, Mai Phượng, Thanh Vân, Nam Trung          |
| 14  | 04/04/2017 | Huỳnh Anh, Hoàng Oanh, Ngọc Châu, Ngọc Trâm, Bảo Ngọc             |
| 15  | 11/04/2017 | Khả Như, Hồ Bích Trâm, Puka, Thuận Nguyễn, Bảo Kun                |
| 16  | 18/04/2017 | Nam Em, Mai Thu Huyền, Bảo Như, Kevin Huỳnh, Tử Văn               |
| 17  | 25/04/2017 | Sỹ Luân, Khoa Nhí, Thiện Thảo, Chình Hân, Hoàng Nhã Vy            |
| 18  | 02/05/2017 | Hữu Tiến, Ngọc Trinh, Diễm Phương, Hồng Trang, Quý Ân             |
| 19  | 09/05/2017 | Đại Nhân, Ginô Tống, Tôn Kinh Lâm, MiA, Việt My                   |

### Mùa 3 (2017 - 2018)
| Tập | Ngày chiếu | Khách mời                                                                   |
| --- | ---------- | --------------------------------------------------------------------------- |
| 1   | 15/08/2017 | Jun Phạm, Quốc Bảo, Ngọc Thanh Tâm, La Quốc Hùng, Tiến Đạt                  |
| 2   | 22/08/2017 | Jay Quân, Chúng Huyền Thanh, Hằng BingBoong, Kiều Diễm, Sơn Ngọc Minh       |
| 3   | 29/08/2017 | Hoàng Yến Chibi, Phan Thị Mơ, Tino, Juun Đăng Dũng, Minh Sang               |
| 4   | 05/09/2017 | Thu Ngọc, Tăng Thành Công, Phương Linh, Huỳnh Trí Thông, Hưng Phúc          |
| 5   | 12/09/2017 | Hiền Trang, Thiên Thanh, Vĩnh Sang, Lê Hiền, Hồ Thái Ngọc                   |
| 6   | 19/09/2017 | Huỳnh Quý, Vũ Ngọc Ánh, Đoàn Thanh Tài, Anh Tài, Bảo Trúc                   |
| 7   | 26/09/2017 | Châu Gia Kiệt, Trần Anh Huy, Duy Ngọc, Chung Thương, Lâm Thùy Anh           |
| 8   | 03/10/2017 | Ali Hoàng Dương, Tiến Vũ, Hiền Hồ, Cara Phương, Vân Shi                     |
| 9   | 10/10/2017 | Huỳnh Mến, Mạnh Quyền, Minh Thiện, Hữu Phước, Lâm Tố Như                    |
| 10  | 17/10/2017 | Quang Đăng, Thái Trinh, Thái Trân, Phan Hoàng Kim, Ngự Bình                 |
| 11  | 24/10/2017 | Vũ Thịnh, Kim Thành, Lưu Hiền Trinh, Shin Hồng Vịnh, Phạm Thắng             |
| 12  | 31/10/2017 | Lê Giang, Lê Lộc, Duy Phước, Minh Dũng, Trân Châu                           |
| 13  | 07/11/2017 | Hà Thu, Lynk Lee, Mie, Wang Trần, Thanh Nhân                                |
| 14  | 14/11/2017 | Chí Thiện, Hoàng Rapper, Thúy Nga, Ngọc Hoa, Lâm Kỳ Nguyên                  |
| 15  | 21/11/2017 | Châu Khải Phong, Tiêu Châu Như Quỳnh, Thanh Trúc, Hùng Trần, Allan Thanh Tú |
| 16  | 28/11/2017 | Tùng Lâm, Võ Minh Lâm, Hồng Thắm, Tú Sương, Thu Vân                         |
| 17  | 05/12/2017 | BB Trần, Vũ Hà, Kim Nhã, Tuấn Trần, Phương Lan                              |
| 18  | 12/12/2017 | Nam Anh, Hữu Long, Hồng Nhung, Mai Xuân Thứ, Khắc Minh                      |
| 19  | 19/12/2017 | Vinh Râu, Thái Vũ, Huỳnh Phương, Ribi Sachi, Wendy Thanh Tuyền              |
| 20  | 26/12/2017 | Linh Tý, Bích Trâm, Tố My, Quốc Trầm, Trịnh Xuân Nhãn                       |
| 21  | 02/01/2018 | Hoàng Mập, Mỹ Hạnh, Thảo Trang, Phương Trâm, Khánh Trinh                    |
| 22  | 09/01/2018 | Puka, Jun Phạm, Diệp Tiên, Hữu Tín, Tuấn Dũng                               |
| 23  | 16/01/2018 | Thành An, Mỹ Duyên, Kim Nhung, Anh Thư, Trần Trung                          |
| 24  | 23/01/2018 | Nam Thư, Quang Trung, Minh Dự, Anh Tú, Ngọc Hoa                             |
| 25  | 30/01/2018 | Thanh Huyền, Thu Thảo, Thái Nhựt, Kim Anh, Nam Phong                        |
| 26  | 06/02/2018 | Đức Long, Hồ Thu Phương, Lương Gia Huy, Linh Huỳnh, Phạm Đình Thái Ngân     |
| 27  | 13/02/2018 | Nhã Thi, Minh Trường, Hữu Quốc, Điền Trung, Lê Thanh Thảo                   |
| 28  | 20/02/2018 | Ngọc Tuấn, Thảo Ngân, Tuấn Anh, Thùy Vân, Minh Sơn                          |
| 29  | 27/02/2018 | Hữu Tài, Vân Anh, My Lê, Huyền Sambi, Châu Minh Chí                         |
| 30  | 06/03/2018 | Liz Kim Cương, Emma Nhất Khanh, Ivone Diệu Linh, Woossi, Fanny              |
| 31  | 13/3/2018  | Kelly Tú Anh, Lilly Luta, Nam Hee, Huy Anh, La Quốc Hùng                    |
| 32  | 27/03/2018 | Lâm Vỹ Dạ, Trương Thế Vinh, Xuân Nghị, Hùng Thuận, Mạc Văn Khoa             |
| 33  | 03/04/2018 | Hồ Bích Trâm, My Trần, Tăng Huỳnh Như, Quốc Trường, Minh Quân               |

### Mùa 4 (2018 - 2019)
| Tập | Ngày chiếu | Khách mời                                                                   |
| --- | ---------- | --------------------------------------------------------------------------- |
| 1   | 11/11/2018 | BB Trần, Lê Dương Bảo Lâm, Lâm Vỹ Dạ, Minh Dự, Minh Anh                     |
| 2   | 18/11/2018 | Hồ Quang Hiếu, Mạc Văn Khoa, Phạm Lịch, Ngọc Thanh Tâm, Hồ Bích Trâm        |
| 3   | 25/11/2018 | Hùng Thuận, Puka, Quang Trung, MisThy, S.T Sơn Thạch                        |
| 4   | 02/12/2018 | Xuân Nghị, Hữu Tín, Hồng Xuân, Thuận Nguyễn, Hoàng Mập                      |
| 5   | 09/12/2018 | NSƯT Thoại Mỹ, NSƯT Hữu Quốc, Lê Giang, Kim Tiểu Long, Bình Tinh            |
| 6   | 16/12/2018 | Hoàng Mèo, Đỗ Hải Anh, Duy Khương, Thúy Ngân, Anh Đức                       |
| 7   | 23/12/2018 | Lâm Vinh Hải, Kim Anh, Trương Thế Vinh, Phương Trinh Jolie, Lý Bình         |
| 8   | 30/12/2018 | Quách Ngọc Tuyên, Băng Di, Phương Hằng, Thanh Thức, Thiên Vương             |
| 9   | 06/01/2019 | Gin Tuấn Kiệt, Thanh Duy Idol, Thanh Trúc, Thanh Tú, Khánh Ngọc             |
| 10  | 13/01/2019 | Ngọc Tưởng, Song Luân, Him Phạm, Hiếu Nguyễn, Cao Thiên Trang               |
| 11  | 20/01/2019 | Cris Devil, Gia Linh, Thanh Tân, Hồng Thanh, Mario Thành Tâm                |
| 12  | 27/01/2019 | Liên Bỉnh Phát, Trương Mỹ Nhân, Tim, Nhung Gumiho, Lăng LD                  |
| 13  | 03/02/2019 | Hà Thu, Sỹ Thanh, Vicky Nhung, Yaya Trương Nhi, My Trần                     |
| 14  | 10/02/2019 | Văn Anh, Tú Vi, Long Nhật, Gia Linh, Will                                   |
| 15  | 17/02/2019 | Kim Huyền , Tiết Cương, Võ Đăng Khoa, Lê Nhân, Võ Tấn Phát                  |
| 16  | 24/02/2019 | Anh Tú, Trang Pháp, Khổng Tú Quỳnh, Cao Ngân, Akira Phan                    |
| 17  | 03/03/2019 | Chí Thiện, Ái Phương, Baggio, Hải Triều, Anh Tú                             |
| 18  | 10/03/2019 | Mâu Thủy, Thanh Trang, Minh Anh, Trang Nhung, Thanh Hoài                    |
| 19  | 17/03/2019 | Dương Thanh Vàng, Đại Nhân, Nguyễn Thúc Thùy Tiên, Hồ Việt Trung, Huỳnh Lập |
| 20  | 24/03/2019 | La Quốc Hùng, Mlee, Ngô Phương Anh, Kha Ly, Thanh Duy                       |
| 21  | 31/03/2019 | Lục Huy, Miko Lan Trinh, Chế Nguyễn Quỳnh Châu, Han Sara, Tùng Maru         |
| 22  | 07/04/2019 | Hồng Thanh, Lê Dương Bảo Lâm, Puka, Lê Giang, Hoàng Mèo                     |
| 23  | 14/04/2019 | Anh Thư, Quốc Thiên, Vũ Hà, Gia Bảo, Kiều Linh                              |
| 24  | 21/04/2019 | Don Nguyễn, Trần Anh Huy, Vũ Ngọc Anh, Tuấn Trần, Yoo Rudya                 |
| 25  | 28/04/2019 | Tố My, Tố Ny, Lê Bê La, Bá Thắng, Hà Trí Quang                              |
| 26  | 05/05/2019 | Anh Tài, Vũ Ngọc Ánh, Hồ Thu Phương, Hằng Nguyễn, Võ Minh Lâm               |
| 27  | 12/05/2019 | Tập tổng kết mùa 4                                                          |

### Mùa 5 (2020 - 2021)
| Tập | Ngày chiếu | Khách mời                                                          |
| --- | ---------- | ------------------------------------------------------------------ |
| 1   | 22/11/2020 | Wowy, VVSIX, JBee7, Tony D, F                                      |
| 2   | 29/11/2020 | Lý Nhã Kỳ, S.T Sơn Thạch, Lê Dương Bảo Lâm, Lý Bình, Lê Xuân Tiền  |
| 3   | 06/12/2020 | Hứa Minh Đạt, Duy Khương, Tường Vi, Yaya Trương Nhi, Hồ Việt Trung |
| 4   | 13/12/2020 | Trương Mỹ Nhân, Hà Thu, Mạc Văn Khoa, Trúc Anh, Cara Phương        |
| 5   | 20/12/2020 | Lê Lộc, Osad, Lynk Lee, Quỳnh Anh Shyn, Tim                        |
| 6   | 27/12/2020 | Hữu Tín, Gin Tuấn Kiệt, Quốc Khánh, Khả Như, Puka                  |
| 7   | 03/01/2021 | Ngọc Thảo, Nam Thư, Phương Lan, Hoàng Phi, Anh Tú                  |
| 8   | 10/01/2021 | Ái Phương, Will, Andiez Nam Trương, Linh Ka, Jun Vũ                |
| 9   | 17/01/2021 | Tia Hải Châu, Ngân Khánh, Châu Đăng Khoa, Mie, Hồng Thanh          |
| 10  | 24/01/2021 | TiTi, ViruSs, Midu, Cris Phan, Khắc Việt                           |
| 11  | 31/01/2021 | Yoon Trần Quốc Anh, MLee, Karen Nguyễn, La Thành, Hữu Tín          |
| 12  | 07/02/2021 | Chí Thiện, Khổng Tú Quỳnh, Anh Thư, Ưng Hoàng Phúc, Thu Thủy       |
| 13  | 14/02/2021 | Võ Hoàng Yến, Mâu Thủy, Kim Duyên, Hương Ly, Đỗ Long               |
| 14  | 21/02/2021 | Liên Bỉnh Phát, Hùng Thuận, Vũ Hà, Liz Kim Cương, Trương Quỳnh Anh |
| 15  | 28/02/2021 | Minh Tú, Lê Hoàng Phương, Kim Tử Long, Ngọc Châu, Phạm Thư         |
| 16  | 07/03/2021 | Hoàng Mập, Hoàng Mèo, Quách Ngọc Tuyên, Hồ Bích Trâm, Long Nhật    |
| 17  | 14/03/2021 | Tập đặc biệt - tổng kết mùa 5                                      |

## Nhà tài trợ
- Nước tăng lực Number One (chanh và dâu) (11/11/2018 - 12/5/2019)
- Sữa tắm Thebol (5/7/2016 - 27/12/2016)

## Tạm ngừng phát sóng
- 20/03/2018: do trùng với lễ quốc tang nguyên cố thủ tướng Phan Văn Khải